# 山本高行
山本 高行（やまもと たかゆき、1907年2月28日 - 1961年5月17日）は、日本の通産官僚。

## 来歴・人物
陸軍中将 山本鶴一の子として生まれる。本籍は島根県。1923年（大正12年）、東京府立第一中学校四修卒業、第一高等学校を経て、1929年（昭和4年）、東京帝国大学法学部法律学科を経て、商工省入省。入省同期に石坂善五郎（石炭庁資材局長）など。1938年（昭和13年）9月、応召。1940年（昭和15年）、陸軍主計中尉。同年9月、商工省に復帰、総務局生産拡充課長。1945年（昭和20年）6月、軍需省総動員局総務課長。同年11月、商工省終戦連絡部長。
戦後の1946年（昭和21年）9月、経済安定本部部員になる。安本官房長時代（1947年6月9日 - 1948年10月22日）、都留重人、稲葉秀三と共に「安本三派烏」と括られ、当時を代表するエコノミストの一人に数えられ、退官後も新聞紙上で経済見通しなどを語っていた。また岸信介や椎名悦三郎、美濃部洋次らと並び称される戦後通産人脈を代表する一人でもある。
1948年（昭和23年）10月、商工省繊維局長（1948年10月22日 - 同年11月8日）、同年11月、同省総務局長（1948年11月8日 - 1949年5月24日）。1949年（昭和24年）5月、商工省改め新制通商産業次官就任。同年6月に初代通商産業事務次官に就任。1952年（昭和27年）3月まで務めた。
1949年（昭和24年）5月の新制通商産業省の組織改編では、当初、通商畑の局長級を当時の外務省に握られていたように（武内龍次、黄田多喜夫、牛場信彦）、国内の統制経済からの脱却と貿易の再開に向けて、内部部局の名称も官房以外全て「通商 ~ 局」と付き、通商を重視した内部構成となっていたが、朝鮮特需や貿易自由化の本格化に伴い、産業や経済規模も戦前の水準のそれを超えるようになった。そのため、次官の山本はじめ主流の「統制派」が主導権を握っていき、次の事務次官となる玉置敬三の下で、1952年（昭和27年）8月、内部の各部局の名称から「通商」の文字が外された。
退官した後、1952年（昭和27年）富士製鐵取締役、1953年（昭和28年）常務、1957年（昭和32年）副社長に就任。1958年（昭和33年）、ベルギーから勲二等レオポルド2世勲章を贈られる。永野重雄から同社社長の座を譲られる目前で急逝。55歳。